# Талышская национальная академия
Талышская национальная академия (тал. Толыши Миллијә Академијә, англ. Talysh National Academy) — группа талышских исследователей, зарегистрированная в Риге в 2010 году в целях сохранения и развития талышской литературы и культуры.

## Цель академии
Целью Талышской национальной академии (ТНА) является изучение и исследование Талыша в социально-экономическом, историко-этнографическом, археологическом, литературном и лингвистическом отношениях. Для достижения поставленных целей академия снаряжает научные экспедиции в Талыш, созывает съезды, конференции, устраивает экскурсии, публичные лекции, содействует созданию научных работ по талышеведению.
Головной офис Талышской национальной академии находится в Минске (Белоруссия). ТНА была основана талышскими интеллектуалами Кахином Абиловым и Камалом Зульфиевым, а президентом ТНА является доктор исторических наук Эльнур Агаев.

## Структура
ТНА состоит из двух секций (Талышская академия наук, Талышская академия искусств) и 5 бюро (социально-экономическое, историко-этнографическое, языка и литературы, фольклора и песни, редакционное). В состав академии входят почетные и действительные члены и члены-корреспонденты. В почетные члены могут быть избраны учёные, известные своими трудами по изучению Талыша.

## Печатный орган
Печатным органом Талышской национальной академии является «Вестник Талышской национальной академии». В 2011 году вышел первый номер «Вестника Талышской национальной академии», первого международного научного издания, посвящённого комплексному изучению Талыша. Рабочими языками являются талышский, русский и английский языки. Главным редактором «Вестника Талышской национальной академии» является Игбал Абилов.
В вестнике публикуются образцы талышского фольклора, неизданные исторические документы, связанные с Талышом, и неопубликованные прежде работы ранних исследователей.

## Деятельность ТНА
Сотрудники Талышской национальной академии принимают участие в международных научных конференциях, также ТНА осуществляется выпуск книг.
В 2010 году ТНА совместно с «Международным фондом возрождения талышской культуры» издала Талышско-тюркский словарь (50 000 слов и словосочетаний) Ф. Абосзоды, а в 2011 году — Русско-талышский словарь (60 000 слов) и Талышско-тюркский словарь (107 570 слов и словосочетаний) того же автора.
19 ноября 2010 года в рамках «Дней Петербургской Философии» на факультете философии и политологии Санкт-Петербургского государственного университета прошла конференция «Философия национального наследия». На конференции выступал представителя ТНА с темой «Историко-культурное наследие как проблема этнического самосохранения (на примере талышского народа)», в котором автор познакомил слушателей с талышами и вызовами ассимиляции, с которыми сталкивается народ, а также с плачевным состоянием историко-культурных памятников Талыша. Было уделено внимание этапам изучения Талыша в XX веке и значению Талыша в истории региона.
В 2011 году ТНА издала первую книгу Ф. Абосзоды «Несостоявшаяся независимость Талыша» об истории Талышского ханства с историко-этнографичекими очерками И. Абилова и И. Мирзализаде.
С 4-8 июля 2011 года в г. Петрозаводске прошел IX Конгресс этнографов и антропологов России. 6 июля на конгрессе был заслушан доклад сотрудника Талышской Национальной Академии Игбала Абилова «Фольклор как источник реконструкции исторической памяти талышского народа». В работе было уделено внимание двум мифическим существам, известном в устном народном творчестве талышей, — «Сийо Чыхо», распространенном в Азербайджанском Талыше, и «Сийах Галешу», распространенном, соответственно, в Иранском Талыше. У аудитории особый интерес вызвало положение талышей, проблемы, которые стоят перед сохранением языка и культурного наследия. Слушателей интересовала разница в положении талышей в советский период и на современном этапе.
В 2012 году под изданием Талышской национальной академии Ф. Ф. Абосзода были опубликованы «Русско-талышский словарь» (60 000 слов и словосочетаний) и «Англо-талышский словарь» (250 000 слов и словосочетаний) в известном академическом издательстве «LINCOM academic publishers» в Мюнхене.
С 25 апреля по 5 мая 2012 года Талышская национальная академия совместно с Музеем Антропологии и этнографии им. Петра Великого Российской Академии Наук (Кунсткамера) и Российским Этнографическим музеем проводила научную экспедицию в Южном (Иранском) Талыше. Руководителем экспедиции был сотрудник ТНА Абилов Игбал. Представитель ТНА в Южном (Иранском) Талыше Армин Фариди является исследователем талышской музыкальной традиции, собирателем фольклора, автором сборника «Талышская музыка», в котором представлены 100 народных песен со всего Талыша. Экспедиция стала первой попыткой обследования Иранского Талыша в русскоязычной этнографической науке; поездка, главным образом, имела целью ознакомление с регионом, его особенностями, как культурными, так и географическими, социальными. Было собрано несколько интервью с жителями талышских селений в округе города Решт; посещён талышский город Масуле и музей деревенского наследия Гиляна, в котором представлены 20 различных образцов местной архитектуры, а также сельский район Алйанд в Фумане; посещён Рештский базар, а также городской музей, где, кроме быта местного населения, представлены также артефакты, найденные во время археологических раскопок в Марлике, Тул-е Талыш, Амлаше, Аг эвлар. Во время экспедиции был собран широкий материал об идентичности талышей, взаимоотношениях с окружающими народами, хозяйстве (рисоводстве, скотоводстве), календарном цикле, пантеоне. На основе собранных полевых материалов были сделаны доклады, которые были представлены на Лавровских (среднеазиатско-кавказских) чтениях разных годов.
27 марта 2013 года в Институте проблем экологии и эволюции им. А. Н. Северцова (ИПЭЭ) РАН состоялось заседание семинара межведомственной группы по комплексному исследованию популяций, на котором выступил сотрудник ТНА с темой «Талыши. Проблемы происхождения и антропологии».
В 2019 году вышел в свет труд по грамматике литературного талышского языка «Талышский язык: фонетика, морфология, синтаксис» Фахраддина Абосзода и Аваза Садыхзода. В книге, изданной Талышской национальной академией на талышском языке, разработаны все основные разделы грамматики этого автохтонного языка Южного Прикаспия. За основу литературного языка авторами был взят северный диалект, распространенный в талышеязычных районах Азербайджанской Республики, а также на части талышеязычного ареала Ирана. В данном исследовании Фахраддин Абосзода, автор крупнейших талышских словарей, углубил и развил работу талышского филолога Аваза Садыхзода (1942−1999), посмертно опубликованную в 2002 г. в Санкт-Петербурге на азербайджанском языке. Научным редактором книги являлся талышский поэт и публицист Джамал Лалазоа (Агаев). Сотрудниками академии опубликованы десятки статей по талышской истории, этнографии и языку.